# Strefa śmierci (film 2005)
Strefa śmierci (tytuł oryg. Sha po lang) – hongkoński film sensacyjny w reżyserii Wilsona Yip, którego premiera odbyła się 16 września 2005 roku.

## Fabuła
Detektyw Chan (Simon Yam), wiedząc o nieuleczalnym guzie mózgu jest gotowy do odejścia na emeryturę. Chan wie, że może pokonać triadę tylko siłą, jednak nie wiadomo jak bardzo będzie się ona bronić, jej szef odpiera atak z jeszcze większą siłą. Chan i jego wspólnicy łamią wszystkie podstawowe procedury policyjne, aby dokonać aresztowania.

## Obsada
Źródło: Filmweb

- Donnie Yen – Ma
- Simon Yam – detektyw Chan
- Sammo Hung – Po
- Wu Jing – Jack
- Liu Kai-chi – detektyw Lok Kwun Wah
- Danny Summer – detektyw Kwok Tsz Sum
- Ken Chang – detektyw Lee Wai Lok
- Austin Wai – detektyw Cheung Chun Fei

## Nagrody i nominacje
Źródło: Internet Movie Database
| Rok  | Nagroda                                              | Kategoria                | Odbiorcy i nominowani | Wynik     |
| ---- | ---------------------------------------------------- | ------------------------ | --------------------- | --------- |
| 2006 | Hong Kong Film Award                                 | Best Action Choreography | Donnie Yen            | Wygrana   |
| 2006 | Hong Kong Film Award                                 | Best Supporting Actor    | Liu Kai-chi           | Nominacja |
| 2006 | Hong Kong Film Critics Society Award – Film of Merit |                          | Film                  | Wygrana   |
| 2006 | Mad Movies Award                                     | Best Asian Movie         | Wilson Yip            | Wygrana   |
| 2006 | Audience Award (Tokyo Filmex)                        |                          | Wilson Yip            | Wygrana   |
| 2006 | Grand Prize (Tokyo Filmex)                           | Nominacja                | Wilson Yip            |           |